# اگوانگا (کالیفرنیا)
اگوانگا، کالیفرنیا (به انگلیسی: Aguanga, California) یک منطقهٔ مسکونی در ایالات متحده آمریکا است که در کالیفرنیا واقع شده‌است.

## خصوصیات
اگوانگا ۳۵٫۲۲۲ کیلومترمربع مساحت و ۱٬۱۲۸ نفر جمعیت دارد و ۵۹۵٫۸۹ متر بالاتر از سطح دریا واقع شده‌است.